# César 1992
Die 17. Verleihung der Césars fand am 22. Februar 1992 im Palais des congrès de Paris statt. Präsidentin der Verleihung war die Schauspielerin Michèle Morgan, die zudem mit einem Ehrenpreis ausgezeichnet wurde. Ausgestrahlt wurde die Verleihung, durch die Frédéric Mitterrand als Gastgeber führte, vom öffentlich-rechtlichen Fernsehsender Antenne 2, dem heutigen France 2.
Die meisten Césars in diesem Jahr konnte Alain Corneaus Historienfilm Die siebente Saite gewinnen. Bei insgesamt elf Nominierungen setzte sich der zur Zeit von Ludwig XIV. spielende Film in sieben Kategorien, darunter Bester Film und Beste Regie, gegen die Konkurrenz durch. Die Filmkomödie Delicatessen wurde bei zehn Nominierungen vierfach mit dem César prämiert, unter anderem als bestes Erstlingswerk. Der große Verlierer des Abends war Maurice Pialats Filmbiografie Van Gogh, die zwölf Nominierungen in zehn verschiedenen Kategorien erhalten hatte, aber lediglich mit Jacques Dutronc in der Titelrolle in der Kategorie Bester Hauptdarsteller ausgezeichnet wurde. Bertrand Bliers siebenfach nominierter Film Merci la vie über zwei von Charlotte Gainsbourg und Anouk Grinberg gespielte Teenager konnte mit Jean Carmet als bestem Nebendarsteller ebenfalls nur eine Kategorie für sich entscheiden. Beste Hauptdarstellerin wurde Jeanne Moreau vor Emmanuelle Béart, Juliette Binoche, Anouk Grinberg und Irène Jacob für ihre Darstellung einer alternden Betrügerin in der Filmkomödie Die Dame, die im Meer spazierte. Neben Michèle Morgan wurde auch US-Schauspieler Sylvester Stallone mit einem Ehrenpreis ausgezeichnet.

Das Palais des congrès de Paris, der Veranstaltungsort der Verleihung

## Gewinner und Nominierungen

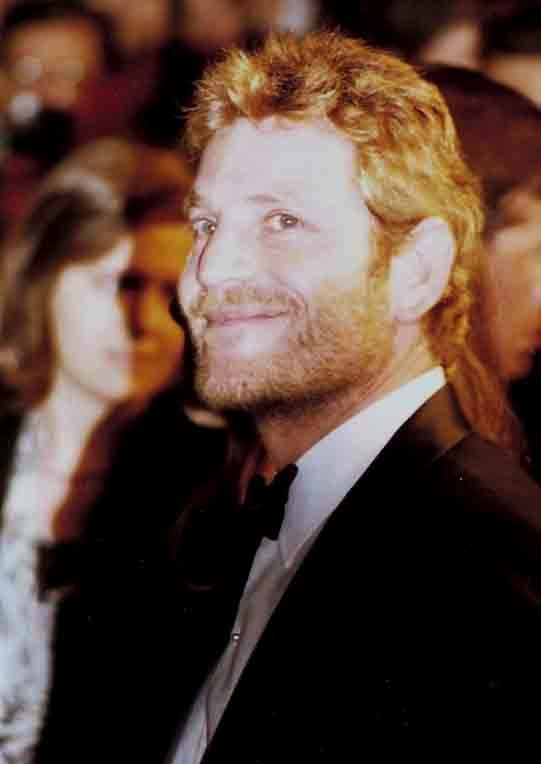
Schauspieler Tchéky Karyo bei der César-Verleihung

| Statistik (Filme mit mehr als einer Nominierung) N=Nominierung; A=Auszeichnung |    |   |
| Film                                                                           | N  | A |
| Van Gogh                                                                       | 12 | 1 |
| Die siebente Saite                                                             | 11 | 7 |
| Delicatessen                                                                   | 10 | 4 |
| Merci la vie                                                                   | 7  | 1 |
| Die schöne Querulantin                                                         | 5  | 0 |
| Ich küsse nicht                                                                | 3  | 1 |
| Tolle Zeiten …                                                                 | 3  | 0 |
| Die Liebenden von Pont-Neuf                                                    | 2  | 0 |
| Die zwei Leben der Veronika                                                    | 2  | 0 |

### Bester Film (Meilleur film)
Die siebente Saite (Tous les matins du monde) – Regie: Alain Corneau
- Merci la vie – Regie: Bertrand Blier
- Die schöne Querulantin (La Belle noiseuse) – Regie: Jacques Rivette
- Van Gogh – Regie: Maurice Pialat
- Urga – Regie: Nikita Sergejewitsch Michalkow

### Beste Regie (Meilleur réalisateur)
Alain Corneau – Die siebente Saite (Tous les matins du monde)
- Bertrand Blier – Merci la vie
- Maurice Pialat – Van Gogh
- Jacques Rivette – Die schöne Querulantin (La Belle noiseuse)
- André Téchiné – Ich küsse nicht (J’embrasse pas)

### Bester Hauptdarsteller (Meilleur acteur)
Jacques Dutronc – Van Gogh
- Hippolyte Girardot – Nacht ohne Ende – Hors la Vie (Hors la vie)
- Gérard Jugnot – Tolle Zeiten … (Une époque formidable …)
- Jean-Pierre Marielle – Die siebente Saite (Tous les matins du monde)
- Michel Piccoli – Die schöne Querulantin (La Belle noiseuse)

### Beste Hauptdarstellerin (Meilleure actrice)
Jeanne Moreau – Die Dame, die im Meer spazierte (La Vieille qui marchait sur la mer)
- Emmanuelle Béart – Die schöne Querulantin (La Belle noiseuse)
- Juliette Binoche – Die Liebenden von Pont-Neuf (Les Amants du Pont-Neuf)
- Anouk Grinberg – Merci la vie
- Irène Jacob – Die zwei Leben der Veronika (La Double vie de Véronique)

### Bester Nebendarsteller (Meilleur acteur dans un second rôle)
Jean Carmet – Merci la vie
- Jean-Claude Dreyfus – Delicatessen
- Ticky Holgado – Tolle Zeiten … (Une époque formidable …)
- Bernard Le Coq – Van Gogh
- Gérard Séty – Van Gogh

### Beste Nebendarstellerin (Meilleure actrice dans un second rôle)
Anne Brochet – Die siebente Saite (Tous les matins du monde)
- Jane Birkin – Die schöne Querulantin (La Belle noiseuse)
- Catherine Jacob – Merci la vie
- Valérie Lemercier – Operation Corned Beef (L’Opération Corned-Beef)
- Hélène Vincent – Ich küsse nicht (J’embrasse pas)

### Bester Nachwuchsdarsteller (Meilleur jeune espoir masculin)
Manuel Blanc – Ich küsse nicht (J’embrasse pas)
- Guillaume Depardieu – Die siebente Saite (Tous les matins du monde)
- Laurent Grévill – Das Jahr des Erwachens (L’Année de l'éveil)
- Thomas Langmann – Paris erwacht (Paris s’éveille)
- Chick Ortega – Tolle Zeiten … (Une époque formidable …)

### Beste Nachwuchsdarstellerin (Meilleur jeune espoir féminin)
Géraldine Pailhas – La Neige et le Feu
- Marie-Laure Dougnac – Delicatessen
- Marie Gillain – Mein Vater, der Held (Mon père, ce héros)
- Alexandra London – Van Gogh
- Elsa Zylberstein – Van Gogh

### Bestes Erstlingswerk (Meilleur premier film)
Delicatessen – Regie: Marc Caro und Jean-Pierre Jeunet
- L’Autre – Regie: Bernard Giraudeau
- Les Arcandiers – Regie: Manuel Sanchez
- Fortune express – Regie: Olivier Schatzky
- Lune froide – Regie: Patrick Bouchitey

### Bestes Drehbuch (Meilleur scénario original ou adaptation)
Jean-Pierre Jeunet, Marc Caro und Gilles Adrien – Delicatessen
- Bertrand Blier – Merci la vie
- Alain Corneau und Pascal Quignard – Die siebente Saite (Tous les matins du monde)
- Maurice Pialat – Van Gogh

### Beste Filmmusik (Meilleure musique écrite pour un film)
Jordi Savall – Die siebente Saite (Tous les matins du monde)
- Carlos D’Alessio – Delicatessen
- Jean-Claude Petit – Mayrig – Heimat in der Fremde (Mayrig)
- Zbigniew Preisner – Die zwei Leben der Veronika (La Double vie de Véronique)

### Bestes Szenenbild (Meilleurs décors)
Jean-Philippe Carp und Miljen Kreka Kljakovic – Delicatessen
- Philippe Pallut und Katia Wyszkop – Van Gogh
- Michel Vandestien – Die Liebenden von Pont-Neuf (Les Amants du Pont-Neuf)

### Beste Kostüme (Meilleurs costumes)
Corinne Jorry – Die siebente Saite (Tous les matins du monde)
- Valérie Pozzo di Borgo – Delicatessen
- Edith Vesperini – Van Gogh

### Beste Kamera (Meilleure photographie)
Yves Angelo – Die siebente Saite (Tous les matins du monde)
- Gilles Henry und Emmanuel Machuel – Van Gogh
- Darius Khondji – Delicatessen

### Bester Ton (Meilleur son)
Gérard Lamps, Pierre Gamet, Anne Le Campion und Pierre Verany – Die siebente Saite (Tous les matins du monde)
- Jean-Pierre Duret und François Groult – Van Gogh
- Jérôme Thiault und Vincent Arnardi – Delicatessen

### Bester Schnitt (Meilleur montage)
Hervé Schneid – Delicatessen
- Claudine Merlin – Merci la vie
- Marie-Josèphe Yoyotte – Die siebente Saite (Tous les matins du monde)

### Bester Kurzfilm (Meilleur court métrage)
25 décembre 58, 10h36 – Regie: Diane Bertrand
- Hermann Heinzel, ornithologue – Regie: Jacques Mitsch
- La Saga des glaises – Regie: David Ferré, Olivier Théry-Lapiney
- Ich hör’ nicht mehr die Gitarre (Haut pays des neiges) – Regie: Bernard Palacios

### Bester ausländischer Film (Meilleur film étranger)
Toto der Held (Toto le héros), Frankreich/Belgien/Deutschland – Regie: Jaco Van Dormael
- Alice, USA – Regie: Woody Allen
- Der mit dem Wolf tanzt (Dances with Wolves), USA – Regie: Kevin Costner
- Das Schweigen der Lämmer (The Silence of the Lambs), USA – Regie: Jonathan Demme
- Thelma & Louise, USA – Regie: Ridley Scott

## Ehrenpreis (César d’honneur)
- Michèle Morgan, französische Schauspielerin
- Sylvester Stallone, US-amerikanischer Schauspieler